# Adolphe Claude Bert
Pour les articles homonymes, voir Bert.
Adolphe Claude Bert est un homme politique français né le 17 février 1803 à La Côte-Saint-André (Isère) et décédé le 20 octobre 1871 à Commelle (Isère).
Avocat, il est nommé juge auditeur à Valence en 1828 puis substitut à Briançon en 1830 puis à Valence. Il est procureur à Montélimar en 1834 puis au tribunal civil de Valence en 1835 et à Grenoble en 1837. Il est député de l'Isère de 1842 à 1846 et de 1847 à 1848, siégeant dans la majorité soutenant la Monarchie de Juillet.

## Sources
- « Adolphe Claude Bert », dans Adolphe Robert et Gaston Cougny, Dictionnaire des parlementaires français, Edgar Bourloton, 1889-1891 [détail de l’édition]